# Grzegorz Szymański (strongman)
Grzegorz Szymański, pseudonim Kruszyna, Szyman (ur. 1983) – polski strongman.
Drugi wicemistrz Polski Strongman 2007, wicemistrz Europy Strongman 2008, wicemistrz Polski Strongman 2009 i wicemistrz Polski Strongman w Parach 2009.

## Życiorys
Grzegorz Szymański rozpoczął treningi siłowe w wieku trzynastu lat. Był trzykrotnie wicemistrzem województwa zachodniopomorskiego w pchnięciu kulą.
Jako siłacz zadebiutował na eliminacjach do Pucharu Polski Strongman 2006 w Gdyni, gdzie na czterdziestu zawodników zajął dziewiętnaste miejsce. Następnie rozpoczął treningi z czołowymi polskimi siłaczami: Jarosławem Dymkiem, Sebastianem Wentą i Sławomirem Toczkiem. Na kolejnych eliminacjach do Pucharu, w 2007 r., wygrał cztery z sześciu konkurencji i zajął pierwsze miejsce. W 2007 r. zadebiutował w Pucharze Polski Strongman, osiągając bardzo dobre wyniki. Stanął na podium w czterech z pięciu zawodów cyklu, w których uczestniczył. W Pucharze Polski Strongman 2008 zajął miejsca na podium we wszystkich zawodach, w których wziął udział.
Wziął udział dotychczas dwukrotnie w indywidualnych Mistrzostwach Europy Strongman, w latach 2008 i 2009. Do Mistrzostw Europy Strongman 2009 przystąpił z kontuzją stopy, w wyniku której zajął dopiero czwarte miejsce. 2009 rok niestety był dla Grzegorza pechowym, z powodu wielu kontuzji.
Od października 2017 r. zmaga się ze złośliwym nowotworem jądra.

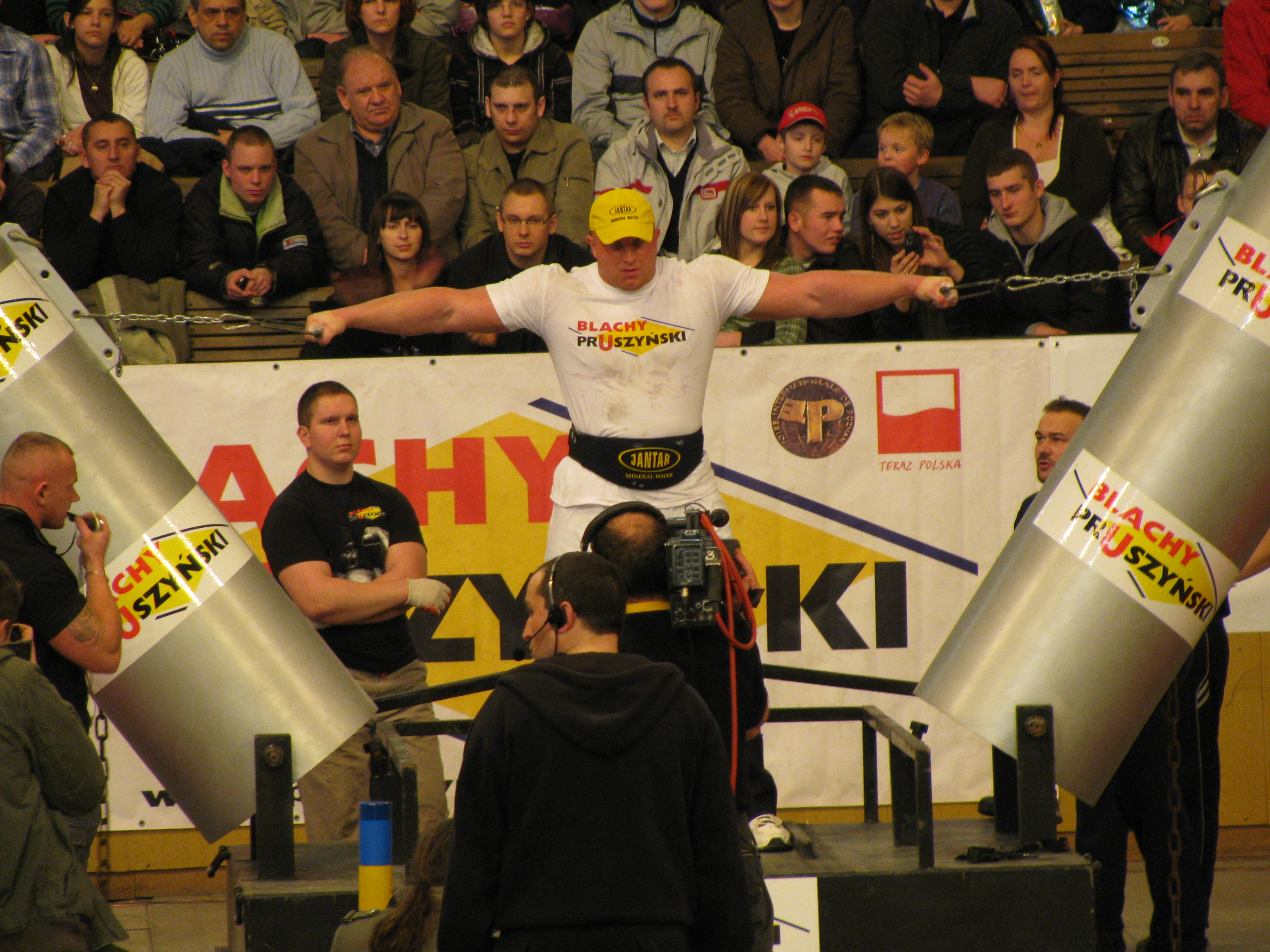
Piąty Pojedynek Gigantów, konkurencja Uchwyt Herkulesa. Łódź, 28 lutego 2009

Klasyfikacja w indywidualnych Mistrzostwach Europy Strongman:
| Rok     | 2008 | 2009 |
| ------- | ---- | ---- |
| Pozycja |      | 4.   |

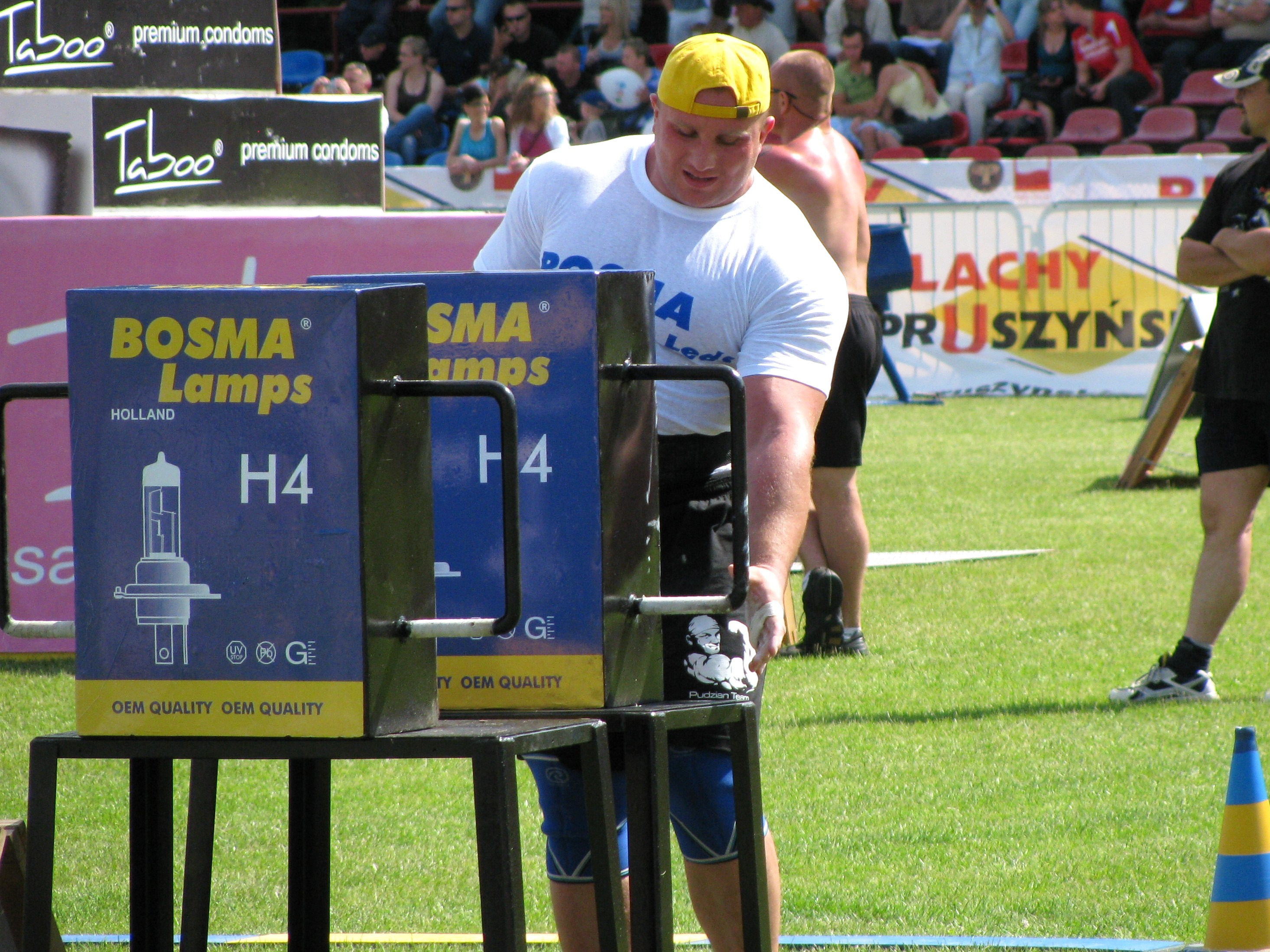
Mistrzostwa Europy Strongman 2009, Bartoszyce

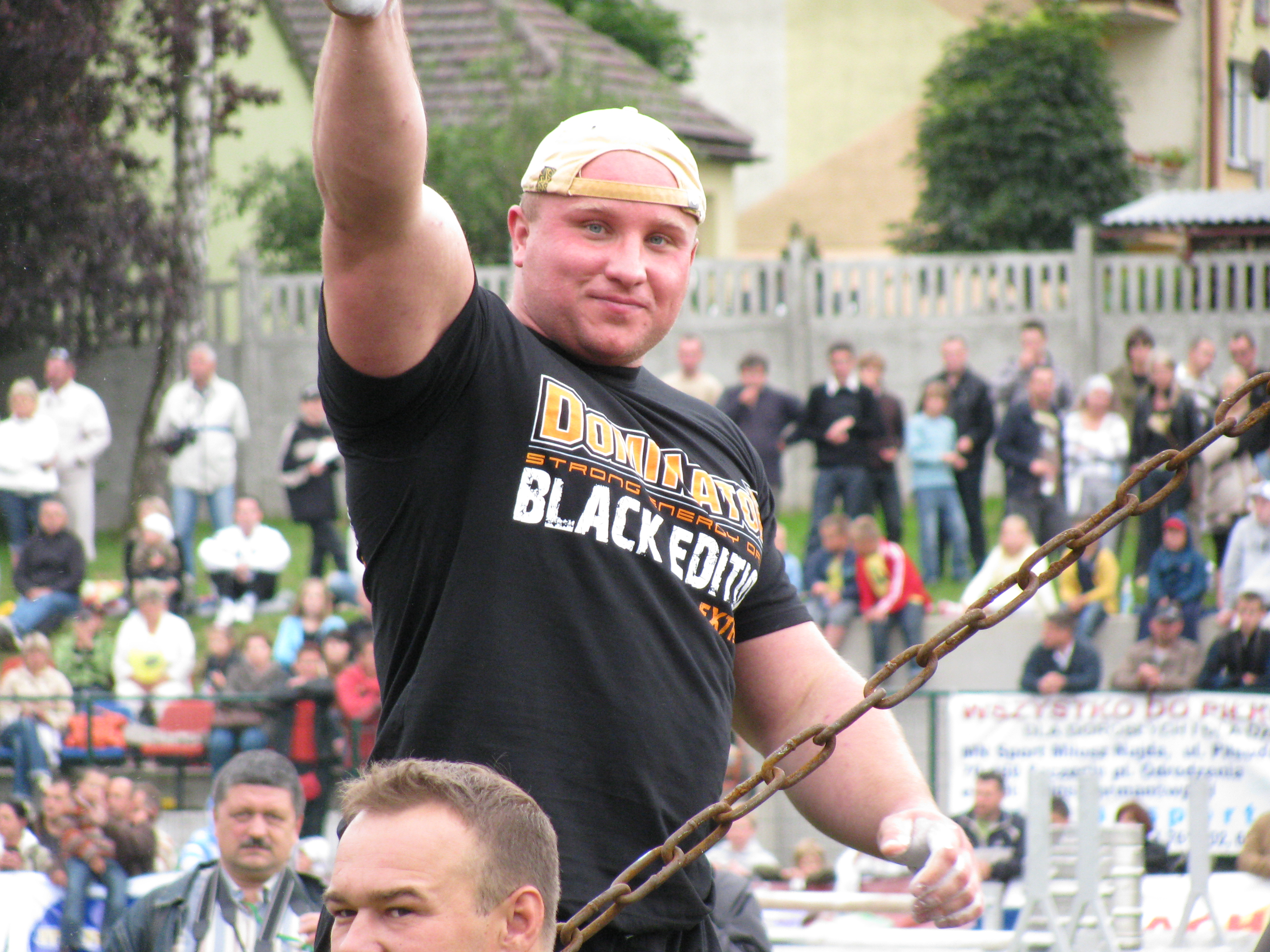
Mistrzostwa Polski Strongman 2009, Trzebiatów

Wziął udział w Mistrzostwach Polski Strongman A-S 2009, rozgrywanych w Malborku, jednak nie zakwalifikował się do finału.
W 2010 r. i 2011 r. nie odnotował znaczących osiągnięć sportowych, z uwagi na poza sportowe zaangażowanie.
Grzegorz Szymański uzyskał wykształcenie w zawodzie kucharza. Mieszka w Trzebiatowie. Otworzył własną siłownię. Rodzina: żona Ewelina, syn Szymon (ur. 2008).
Wymiary:
- wzrost 189 cm
- waga 134 kg
- biceps 53 cm
- klatka piersiowa 137 cm

Rekordy życiowe:
- przysiad 360 kg
- wyciskanie 260 kg
- martwy ciąg 400 kg[9]

## Osiągnięcia strongman
- 2007
  - 3. miejsce – Mistrzostwa Polski Strongman 2007, Strzegom
- 2008
  - 8. miejsce – Arnold Strongman Challenge, Kijów[10]
  - 1. miejsce – Czwarty Pojedynek Gigantów, Łódź
  - 2. miejsce – Mistrzostwa Europy Strongman 2008, Szczecinek
  - 2. miejsce – Finał Pucharu Polski Strongman 2008, Kołobrzeg
  - 5. miejsce – Mistrzostwa Polski Strongman 2008, Częstochowa
- 2009
  - 2. miejsce – Piąty Pojedynek Gigantów, Łódź
  - 1. miejsce – Puchar Świata Strongman Stone Design, Tczew[11]
  - 4. miejsce – Mistrzostwa Europy Strongman 2009, Bartoszyce
  - 2. miejsce – Mistrzostwa Polski Strongman 2009, Trzebiatów
  - 2. miejsce – Mistrzostwa Polski Strongman w Parach 2009 (z Tomaszem Żochollem), Krotoszyn
  - 10. miejsce – Super Seria 2009: Göteborg (kontuzjowany)